# Ellef Mohn
Ellef Mohn (Gjøvik, 13 agosto 1894 – Oslo, 4 gennaio 1974) è stato un calciatore norvegese, di ruolo centrocampista.

## Carriera

### Club
Mohn giocò con la maglia del Gjøvik-Lyn, formazione con cui perse la finale di Coppa di Norvegia 1914, contro il Frigg. Militò poi nelle file del Fram Larvik, venendo sconfitto in un'altra finale di coppa nazionale: fu infatti titolare nella sfida persa per 1-0 contro l'Odd, nell'edizione 1919. Si trasferì poi al Frigg, dove riuscì a raggiungere il successo finale nella Coppa di Norvegia 1921.

### Nazionale
Conta 3 presenze per la Norvegia. Esordì il 31 agosto 1920, nella sfida persa per 2-1 contro l'Italia. La sfida era valida per i Giochi della VII Olimpiade.

## Palmarès

### Club

#### Competizioni nazionali
- Coppa di Norvegia: 1

Frigg: 1921